# Kaya (Tchad)
Pour les articles homonymes, voir Kaya.
Le département de Kaya est un des cinq départements composant la région du Lac au Tchad. Son chef-lieu est Bagassola.

## Subdivisions
Le département de Kaya est divisé en deux sous-préfectures :
- Bagassola
- Ngouboua

## Administration
Liste des administrateurs :
Préfets de Kaya (depuis 2016)
- 9 janvier 2016 : Dimouya Souapebe[1]